# Grammy Award de la meilleure chanteuse pop
Le Grammy award de la meilleure chanteuse pop (Grammy Award for Best Female Pop Vocal Performance) est une récompense décernée à une artiste dans le cadre des Grammy Awards de 1959 à 2011.

## Histoire
L'intitulé de la récompense a beaucoup varié depuis sa création :
- de 1959 à 1960 : Best Vocal Performance, Female ;
- en 1961, le prix est séparé en deux : Best Vocal Performance Single Record Or Track et Best Vocal Performance Album, Female ;
- de 1962 à 1963, les deux prix précédents sont réunis en un seul : Best Solo Vocal Performance, Female ;
- de 1964 à 1968 : Best Vocal Performance, Female ;
- en 1966, il existe aussi un prix intitulé  Best Contemporary (R&R) Vocal Performance - Female ;
- en 1967, le prix précédent est fusionné avec l'équivalent chez les hommes ;
- en 1968, le prix précédent est de nouveau séparé en genre, le prix féminin étant Best Contemporary Female Solo Vocal Performance ;
- en 1969, les prix sont fusionnés en Best Contemporary-Pop Vocal Performance, Female ;
- de 1970 à 1971 le prix s'intitule Best Contemporary Vocal Performance, Female ;
- de 1972 à 1994 Best Pop Vocal Performance, Female ;
- de 1995 à 2011 le prix s'intitule Best Female Pop Vocal Performance ;
- à partir de 2012, le prix est fusionné avec ceux du Grammy Award du meilleur chanteur pop et du Grammy Award de la meilleure prestation pop instrumentale pour devenir le Grammy Award de la meilleure prestation pop solo.

Les chanteuses Ella Fitzgerald et Barbra Streisand détiennent le record du nombre de victoires avec cinq chacune.

## Lauréates
Liste des lauréates,.

### Années 1950 et 1960
- 1959 : Ella Fitzgerald pour Ella Fitzgerald Sings The Irving Berling Song Book
- 1960 : Ella Fitzgerald pour But Not For Me
- 1961 : Ella Fitzgerald pour Mack the Knife (live) et Ella in Berlin: Mack the Knife
- 1962 : Judy Garland pour Judy at Carnegie Hall
- 1963 : Ella Fitzgerald pour Ella Swings Brightly with Nelson
- 1964 : Barbra Streisand pour The Barbra Streisand Album
- 1965 : Barbra Streisand pour People
- 1966 : Barbra Streisand pour My Name Is Barbra
- 1967 : Eydie Gormé pour If He Walked into My Life Today
- 1968 : Bobbie Gentry pour Ode to Billie Joe
- 1969 : Dionne Warwick pour Do You Know the Way to San José

### Années 1970
- 1970 : Peggy Lee pour Is That All There Is?
- 1971 : Dionne Warwick pour I'll Never Fall in Love Again
- 1972 : Carole King pour Tapestry
- 1973 : Helen Reddy pour I Am Woman
- 1974 : Roberta Flack pour Killing Me Softly with His Song
- 1975 : Olivia Newton-John pour I Honestly Love You
- 1976 : Janis Ian pour At Seventeen
- 1977 : Linda Ronstadt pour Hasten Down the Wind
- 1978 : Barbra Streisand pour Love Theme From A Star Is Born (Evergreen)
- 1979 : Anne Murray pour You Needed Me

### Années 1980
- 1980 : Dionne Warwick pour I'll Never Love This Way Again
- 1981 : Bette Midler pour The Rose
- 1982 : Lena Horne pour Lena Horne: The Lady And Her Music
- 1983 : Melissa Manchester pour You Should Hear How She Talks About You
- 1984 : Irene Cara pour Flashdance... What a Feeling
- 1985 : Tina Turner pour What's Love Got to Do with It
- 1986 : Whitney Houston pour Saving All My Love for You
- 1987 : Barbra Streisand pour The Broadway Album
- 1988 : Whitney Houston pour I Wanna Dance with Somebody (Who Loves Me)
- 1989 : Tracy Chapman pour Fast Car

### Années 1990
- 1990 : Bonnie Raitt pour Nick of Time
- 1991 : Mariah Carey pour Vision of Love
- 1992 : Bonnie Raitt pour Something to Talk About
- 1993 : k.d. lang pour Constant Craving
- 1994 : Whitney Houston pour I Will Always Love You
- 1995 : Sheryl Crow pour All I Wanna Do
- 1996 : Annie Lennox pour No More 'I Love You's
- 1997 : Toni Braxton pour Un-Break My Heart
- 1998 : Sarah McLachlan pour Building a Mystery
- 1999 : Céline Dion pour My Heart Will Go On

### Années 2000
- 2000 : Sarah McLachlan pour I Will Remember You (live)
- 2001 : Macy Gray pour I Try
- 2002 : Nelly Furtado pour I'm Like a Bird
- 2003 : Norah Jones pour Don't Know Why
- 2004 : Christina Aguilera pour Beautiful
- 2005 : Norah Jones pour Sunrise
- 2006 : Kelly Clarkson pour Since U Been Gone
- 2007 : Christina Aguilera pour Ain't No Other Man
- 2008 : Amy Winehouse pour Rehab
- 2009 : Adele pour Chasing Pavements

### Années 2010
- 2010 : Beyoncé pour Halo
- 2011 : Lady Gaga pour Bad Romance